# ستانلي ويتا
ستانلي ويتا (بالإنجليزية: Stanley Waita)‏ (مواليد 10 أكتوبر 1979 في أوكي) لاعب كرة قدم سليماني دولي يجيد اللعب في خط الوسط . يلعب حاليا لصالح نادي هيكاري يونايتد البابوي منذ 2009 .

## روابط خارجية
- ستانلي ويتا على موقع الاتحاد الدولي (مؤرشف)  (الإنجليزية)
- ستانلي ويتا على موقع قاعدة بيانات كرة القدم.إي يو (الإنجليزية)
- ستانلي ويتا على موقع ناشيونال فوتبول تيمز (الإنجليزية)
- ستانلي ويتا على موقع كووورة